# Złocica europejska
Złocica europejska, złocica (Microstomus kitt) – gatunek ryby z rodziny flądrowatych (Pleuronectidae). Zamieszkuje morza otaczające północną Europę. Występuje do głębokości 200 m. Jest popularną rybą konsumpcyjną.